# الديمقراطية في الأردن
في عام (1989م) بدأت مرحلة سياسية جديدة في الأردن نحو الديمقراطية، عنوانها الأساسي الديمقراطية والتعددية وتوسيع قاعدة المشاركة الشعبية في الحكم، وعودة الحياة البرلمانية، واحترام الحرية المسؤولة في التعبير عن الرأي ودعم حرية الصحافة، كما اعتمد الأردن مبدأ التعددية الحزبية، واستحداث مركز لدراسات الحرية والديمقراطية وحقوق الإنسان، وأصبحت المرأة الأردنية تتمتع بحقوقها السياسية كاملة، بما فيها حق الترشيح والانتخاب وتبوء مراكز قيادية عليا. ثــم جاء قرار إلغـاء الأحكــام العرفيــة عـام (1992م)، تأكيداً لطريق الديمقراطية.
وتأكيداً لمرحلة الديمقراطية سنت تشريعات جديدة لها وفي مقدمتها قانـون الأحــزاب السياسيـة عـام (1992م) وقانون المطبوعات والنشر، ومشروع قانون العمل والعمال.
| «                 | الأردنيون أمام القانون سواء لا تمييز بينهم في الحقوق والواجبات وإن اختلفوا في العرق أو اللغة أو الدين. | » |
| — الدستور الأردني | |   |

كان التحول الديمقراطي نتيجة منطقية لعوامل يمكن تلخيصها بما يأتي:
- قيادة مؤهلة على الصعيد التاريخي، تمثلت في هاشميتها وفي حملها لرسالة الثورة العربية الكبرى، وبمؤهلات تمثلت في شعبيتها المتجددة.
- شعب مؤهل لهذا التحول الديمقراطي، بالإضافة إلى انفتاح الأردن على العالم كله عبر العمل والتعليم والثقافة، فساعد هذا على صقل الشعب الأردني وتأهيله لهذا التحول.
- العوامل الدولية والعربية: يبدو أن كثيراً من بلدان العالم بما في ذلك البلدان العربية بعد أن جريت مختلف أشكال الأنظمة في سياساتها وأنماطها، ولم تحقق الأهداف والشعارات التي طرحتها، وجدت نفسها مضطرة إلى التحول الديمقراطي الذي يعتبر الطريق المناسب لتحقيق أهداف مختلف المجتمعات.

أظهر عبد الله بن حسين التزاما مستمرا لإصلاح القطاع الاجتماعي وشرع في تقديم الدعم لمبادرات أوسع للإصلاح الديمقراطي. في السنوات القليلة الماضية، عملت الحكومة الأردنية على عمل تحسين للإطر القانونية والتنظيمية للأردن، ودعم إصلاحات في المجال القانوني، بهدف تحقيق الاستقلال الكامل للسلطة القضائية. العديد من المؤسسات الديمقراطية ومؤسسات المجتمع المدني غير منظمة بشكل كافي، ولا يوجد لديها مهارات سياسة لأداء دورها على نحو فعال ومؤثر. بالإضافة إلى ذلك، تواجه المنظمات غير الحكومية إطار قانوني وإداري لا يساعد كثيرا على النمو والتوسع في هذا المجال. تقارير وسائل الإعلام على الساحة السياسية الأردنية أقل تطورا من ما هو موجود في الديمقراطيات الغربية. وهناك أيضا مستوى منخفض نسبيا من مشاركة المجتمع المدني في عملية صنع القرار. شرعت الحكومة الأردنية بالحوار مع مجموعة واسعة من المجموعات ذات الصلة، وتشمل الأحزاب السياسية والنقابات المهنية، كما بدأت العمل على زيادة حرية الصحافة، وتفعيل دور وسائل الإعلام. فيما يتعلق بحقوق الأنسان، انضم الأردن إلى ست من اتفاقيات الأمم المتحدة الرئيسية السبع المعنية بحقوق الإنسان، ومنها; العهدان الدوليان الخاصان بالحقوق المدنية والسياسية، والحقوق الاقتصادية والاجتماعية والثقافية"(1975)، بالإضافة إلى "اتفاقية مناهضة التعذيب وغيره من ضروب المعاملة القاسية واللاإنسانية والمهينة "(1991)، كما أنضم الأردن كذلك إلى سبع من اتفاقيات منظمة العمل الدولية الثماني، المعنية بحقوق الإنسان. يتوافر في الأردن معظم أنماط المؤسسات المعنية بحقوق الإنسان، بدءاً من المؤسسات الوطنية إلى اللجان البرلمانية، والمنظمات غير الحكومية المعنية بحقوق الإنسان.

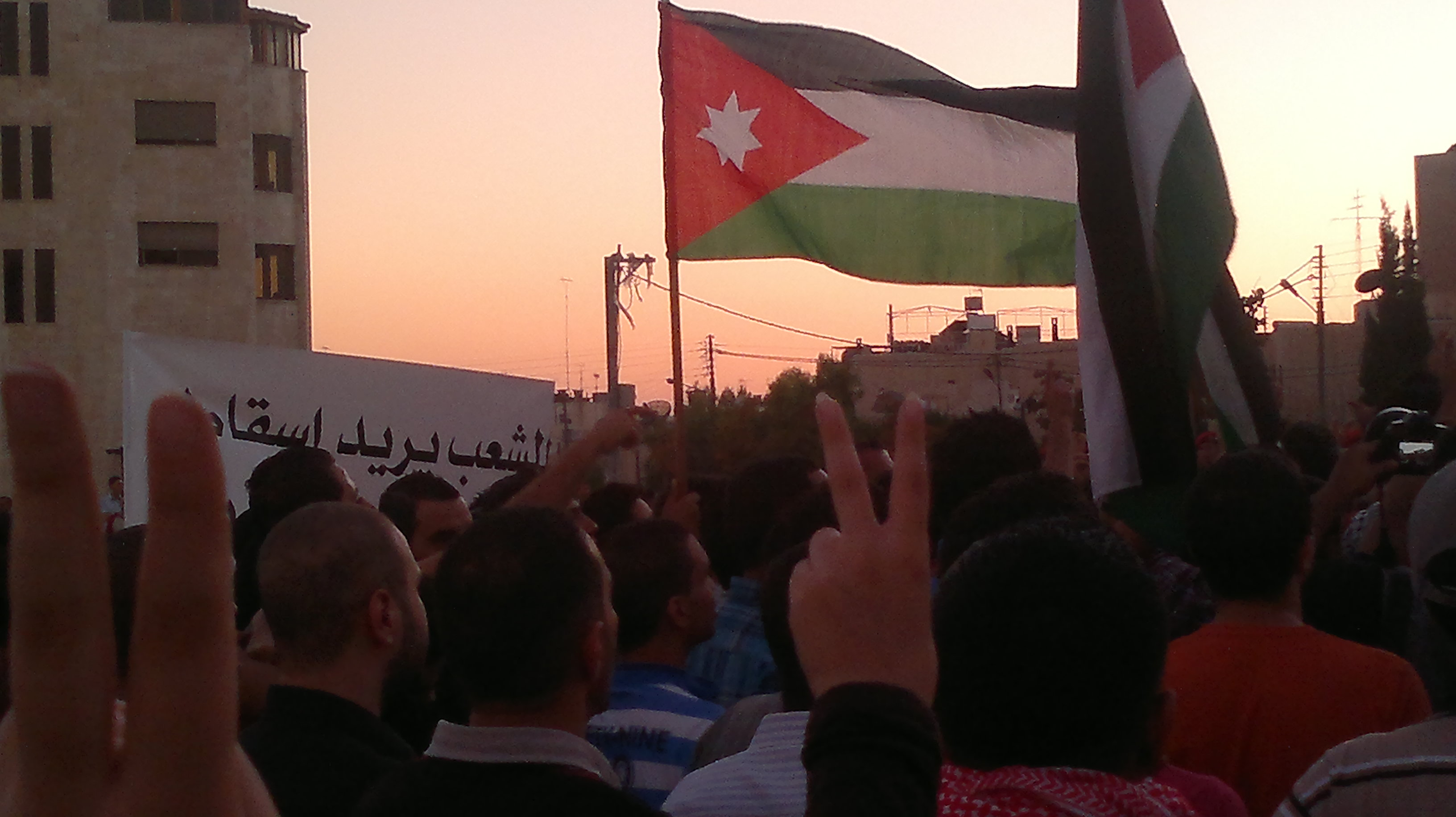
تظاهرات لأحزاب معارضة ضد معاهدة وادي عربة بعمّان عام 2012.

أصدر المركز الوطني لحقوق الإنسان تقريره السنوي السابع عن حالة حقوق الأنسان في الأردن للعام 2010. حيث أعتبر أن قانون الانتخاب المؤقت الذي جرت على أساسه الانتخابات للبرلمان السادس عشر مخيبا لآمال المواطنين ومطالب القوى الفعاليات السياسية والحزبية والنقابية والمدنية لانه "لم ينتشل الحياة السياسية والحزبية في المملكة من وهدتها ويطلق مسيرة الإصلاح السياسي ويدفع العملية الديمقراطية. كما أن هناك تباطئ في تكوين نقابة للمعلمين التي هي حق لهم كفله الدستور، مما أدى إلى أعتصامات وأستياءات واسعة النطاق في المملكة من قبل المعلمين. وأظهر التقرير الوطني لحقوق الإنسان أن عام 2010 لم يشهد أي مبادرة جدية لإطلاق وتعزيز الحريات العامة وخاصة حرية الرأي والتعبير وحرية الصحافة والإعلام، وحرية الاجتماع وحرية تأسيس النقابات والجمعيات. أتهمت منظمة هيومن رايتس ووتش، الأردن بخنق المعارضة وكبح حرية التعبير، وأشارت المنظمة إلى أن السلطات الأردنية حاكمت المعارضين السلميين وحظرت التجمعات السلمية للاحتجاج على سياسات الحكومة. كما قالت المنظمة أيضا أن الجامعات الأردنية لا يمكن اعتبارها مؤسسات حرة للتعليم إذا كان ضباط الأجهزة الأمنية يضيقون الخناق على اولئك الذين يفكرون بالنقد، ويتدخلون في أنشطتهم السلمية.

## مواضيع ذات صلة
- الديمقراطية في الشرق الأوسط